# Aagaardia protensa
Aagaardia protensa är en tvåvingeart som beskrevs av Ole Anton Saether 2000. Aagaardia protensa ingår i släktet Aagaardia och familjen fjädermyggor.
Artens utbredningsområde är Finland. Arten har ej påträffats i Sverige. Inga underarter finns listade i Catalogue of Life.